# Cantone di Fourmies
Il Cantone di Fourmies è una divisione amministrativa dell'Arrondissement di Avesnes-sur-Helpe.
È stato costituito a seguito della riforma approvata con decreto del 17 febbraio 2014, che ha avuto attuazione dopo le elezioni dipartimentali del 2015.

## Composizione
Comprende i 46 comuni di:
- Aibes
- Anor
- Avesnelles
- Baives
- Bas-Lieu
- Beaurieux
- Bérelles
- Beugnies
- Bousignies-sur-Roc
- Cerfontaine
- Choisies
- Clairfayts
- Colleret
- Cousolre
- Damousies
- Dimechaux
- Dimont
- Eccles
- Eppe-Sauvage
- Felleries
- Féron
- Ferrière-la-Petite
- Flaumont-Waudrechies
- Fourmies
- Glageon
- Hestrud
- Lez-Fontaine
- Liessies
- Moustier-en-Fagne
- Obrechies
- Ohain
- Quiévelon
- Rainsars
- Ramousies
- Recquignies
- Rousies
- Sains-du-Nord
- Sars-Poteries
- Sémeries
- Solre-le-Château
- Solrinnes
- Trélon
- Wallers-en-Fagne
- Wattignies-la-Victoire
- Wignehies
- Willies